# Done by the Forces of Nature
Done by the Forces of Nature è il secondo album del gruppo hip hop statunitense Jungle Brothers, pubblicato il 7 novembre del 1989. L'album è distribuito in tutto il mondo dalla Warner Bros. che nel 1990, 1998 e 1999 lo ripubblica per il mercato europeo assieme a Eternal. Partecipano, tra gli altri, KRS-One, A Tribe Called Quest, Queen Latifah, Q-Tip e De La Soul.
Nel 1998, la rivista The Source lo inserisce nella sua lista dei 100 migliori album hip hop.
| Recensione                    | Giudizio |
| ----------------------------- | -------- |
| AllMusic                      | [ 2 ]    |
| Chicago Tribune               | [ 3 ]    |
| NME                           | [ 4 ]    |
| Encyclopedia of Popular Music | [ 5 ]    |
| The Rolling Stone Album Guide | [ 6 ]    |
| Spin Alternative Record Guide | [ 7 ]    |
| The Village Voice             | A        |
| Los Angeles Times             | [ 9 ]    |
| Mojo                          | [ 10 ]   |
| Rolling Stone                 | [ 11 ]   |

## Tracce
1. Beyond This World – 4:08
2. Feelin' Alright – 3:35
3. Sunshine – 3:44
4. What U Waitin' 4? – 4:02
5. U Make Me Sweat – 3:59
6. Acknowledge Your Own History (featuring Vinia Mojica) – 3:38
7. Belly Dancin' Dina – 3:41
8. Good Newz Comin' – 4:37
9. Done by the Forces of Nature (featuring A Tribe Called Quest & Jungle DJ Towha Towha) – 3:47
10. Beeds on a String – 3:32
11. Tribe Vibes (featuring KRS-One) – 3:53
12. J. Beez Comin' Through – 3:32
13. Black Woman (featuring Caron Wheeler) – 3:54
14. In Dayz 2 Come – 3:54
15. Doin' Our Own Dang (featuring De La Soul, Queen Latifah, Q-Tip & Monie Love) – 4:16
16. Kool Accordin' "2" a Jungle Brother – 1:55

Durata totale: 60:07

## Classifiche

### Classifiche settimanali
| Classifica (1990)         | Posizione massima |
| ------------------------- | ----------------- |
| US Top R&B/Hip-Hop Albums | 46                |